# TDS Aarau – Höhere Fachschule Theologie, Diakonie, Soziales
Das TDS Aarau ist eine Höhere Fachschule in Aarau in der Schweiz und bietet eine Ausbildung in Sozialdiakonie und Gemeindeanimation. Die Absolventinnen und Absolventen arbeiten als Sozialdiakoninnen in Landes- und Freikirchen, Katecheten oder Jugendarbeiterinnen sowie in der Gemeinwesenarbeit oder in der weltweiten Kirche.
Das TDS Aarau liegt an zentraler Lage  beim Bahnhof Aarau. Das TDS Aarau ist vertreten in drei Arbeitsgruppen der Diakonie Schweiz, der Dachorganisation für Diakonie der reformierten Landeskirchen der Schweiz.

## Ausbildung
Kernstück ist die vierjährige Ausbildung in Sozialdiakonie und Gemeindeanimation. Das TDS-Diplom in Sozialdiakonie ist von den reformierten Landeskirchen anerkannt und schliesst den staatlich geschützten Berufstitel „Gemeindeanimation HF“ ein.
Die Ausbildung kann als Voll- oder Teilzeitstudium absolviert werden. Das Vollzeitstudium schliesst mehrmonatige Praktika ein, das Teilzeitstudium wird von einer Berufsausübung begleitet.
Alternativ zur vierjährigen Ausbildung kann in drei Jahren ein Fachausweis in Katechetik/Jugendarbeit oder Theologie/Mission erworben werden.
Das Studium von theologischen, sozial- und human- wissenschaftlichen Modulen wird mit praxisorientierter Sozialdiakonie/Ge- meindeanimation kombiniert. Auf die fachliche Kompetenz wird ebenso Wert gelegt wie auf die Persönlichkeitsentwicklung. Dazu trägt auch ein Klima des gemeinsamen Unterwegsseins bei: Studierende, Dozierende und Mitarbeitende verstehen sich als Gemeinschaft. Besinnliche Momente, Klassenanlässe, Essen und Feiern begleiten ihren Alltag.
Für alle Interessierten stehen die Abend- und Samstagskurse offen sowie einzelne Module aus dem Hauptstudium.

## Geschichte
Das TDS (Theologisch-Diakonisches Seminar) Aarau wurde 1960 als Schweizerische Evangelische Bibelschule durch drei Pfarrer der evangelisch-reformierten Landeskirche gegründet. Das Ausbildungsziel waren theologisch ausgebildete Gemeindehelfer. Ab 1988 wurde das vierjährige Diplomstudium und daneben eine zweijährige Ausbildung für nebenberufliche Mitarbeiter angeboten. 1992 bezog das Seminar neue Räumlichkeiten beim Bahnhof Aarau. Durch die zentrale Lage wurde es möglich, Tages- und Abendkurse für weitere interessierte Kreise anzubieten.

## Organisation und Finanzierung
Trägerschaft des TDS Aarau ist der Verein „Theologisch-Diakonisches Seminar Aarau“ unter dem Präsidium von Ueli Frey. Die Schule finanziert sich durch Studiengelder und Dienstleistungen, durch Beiträge der Landeskirche sowie durch Spenden, Legate und Gemeindekollekten. Der staatlich anerkannte Teil der Ausbildung wird zudem subventioniert.